# تشيو جي
تشيو جي (بالصينية: 邱节) هو رسام صيني، ولد في 1961 في شانغهاي في الصين.